# الرابطة الديمقراطية للندن
تم تأسيس الرابطة الديمقراطية للندن الشرقية (ELDA) في يناير عام 1837 على يد جورج جوليان هارني لمنافسة رابطة عمال لندن (LWMA)، التي كان يدعمها جيمس برونتير أوبرين وفيرجوس أوكونور. وفي أبريل عام 1838، أعيد تشكيل الرابطة الديمقراطية للندن الشرقية (ELDA) لتصبح الرابطة الديمقراطية للندن (LDA) بقرار من ثمان نقاط يشمل الميثاق وأكثر. وبتحالف وثيق مع التابعة للحركة الوثيقية الشماليين، كان لدى الرابطة الديمقراطية للندن، بحلول نهاية عام 1838، أفرع لعقد الاجتماعات في الحانات داخل المدينة وحي تاور هامليتس وبلدة ساوثورك بالإضافة إلى الاجتماعات العادية التي كان يتم عقدها في تريدز هول في بيثنال جرين.
خلال الفترة التي نشطت بها جذبت الرابطة الديمقراطية للندن أكبر عضوية من أي منظمة سابقة من المنظمات التابعة للحركة الوثيقة بالعاصمة (أكثر قليلاً من 3000 عضو).Chase، Malcolm (2007). Chartism: A New History. Manchester University Press. ص. 10. {{استشهاد بكتاب}}: الوسيط غير المعروف |الرقم المعياري= تم تجاهله يقترح استخدام |ردمك= (مساعدة)ويأتي هارني وتشارلز نيسوم وويليام كاردو ضمن الأعضاء البارزين في الرابطة الديمقراطية للندن.